# Lose You to Love Me
«Lose You To Love Me» es una canción y primer sencillo del disco Rare de la cantante y compositora estadounidense Selena Gomez. Se lanzó el 23 de octubre de 2019 en todas las plataformas digitales y de streaming, incluyendo su videoclip y una edición de vinilo de 12", a través del sello discográfico de Interscope Records. La pista fue escrita por la propia Gomez, Julia Michaels y Justin Tranter, y producida por Mattman & Robin junto a Finneas O'Connell.
Es el primer, y por el momento, único sencillo de la artista en alcanzar la primera posición en el Billboard Hot 100 de Estados Unidos, lo cual consiguió en su segunda semana de estreno, tras haber debutado en el puesto 15 con solo dos días de conteo tras haberse publicado un miércoles, consiguiendo liderar todas las listas de streaming del país. Adicionalmente, también se consiguió ubicar en el primer lugar de las listas de Canadá e Irlanda; y entre los tres primeros lugares en Australia, Austria, Grecia, República Checa, Hungría, Nueva Zelanda, Noruega, Eslovaquia, Suiza, Estonia, Singapur y Reino Unido, convirtiéndose en el primer sencillo de la artista en alcanzar el top 5 en este país.En España el sencillo obtuvo su mejor puesto en la segunda semana, en el puesto 19, tras haber debutado en la posición 60 contando los dos primeros días iniciales, y actualmente cuenta con la certificación de Platino en este territorio.A nivel comercial, se convirtió en uno de los sencillos más exitosos y reconocidos de la cantante. 
A nivel de crítica fue nombrada la segunda mejor canción de 2019 por Vulture, mientras que Billboard la nombró la 23ª mejor de ese mismo año.Muchos portales y usuarios valoraron muy positivamente esta canción por su extraordinaria vulnerabilidad y el crecimiento artístico de la artista desde la publicación de su previo álbum de estudio.

## Antecedentes y composición
Después de cuatro años desde su último álbum Revival, Gomez finalmente anunció su regreso al panorama musical el 16 de octubre de 2019 . Ese mismo día, publicó en sus redes sociales una foto de su infancia con la descripción «Siempre íbamos a ciegas», lo que dio a entender a los seguidores de la cantante que nueva música venía en camino. A lo largo de los días siguientes siguió publicando adelantos de las letras. El sencillo fue anunciado el 18 de octubre, a través de las redes sociales de Gomez, junto con la portada del sencillo y algunas de las estrofas del mismo.Los fanes advirtieron sin embargo que no todas las letras se correspondían con la canción, y así es como el día siguiente la cantante publicó la canción Look At Her Now con una estrategia de doble lanzamiento.

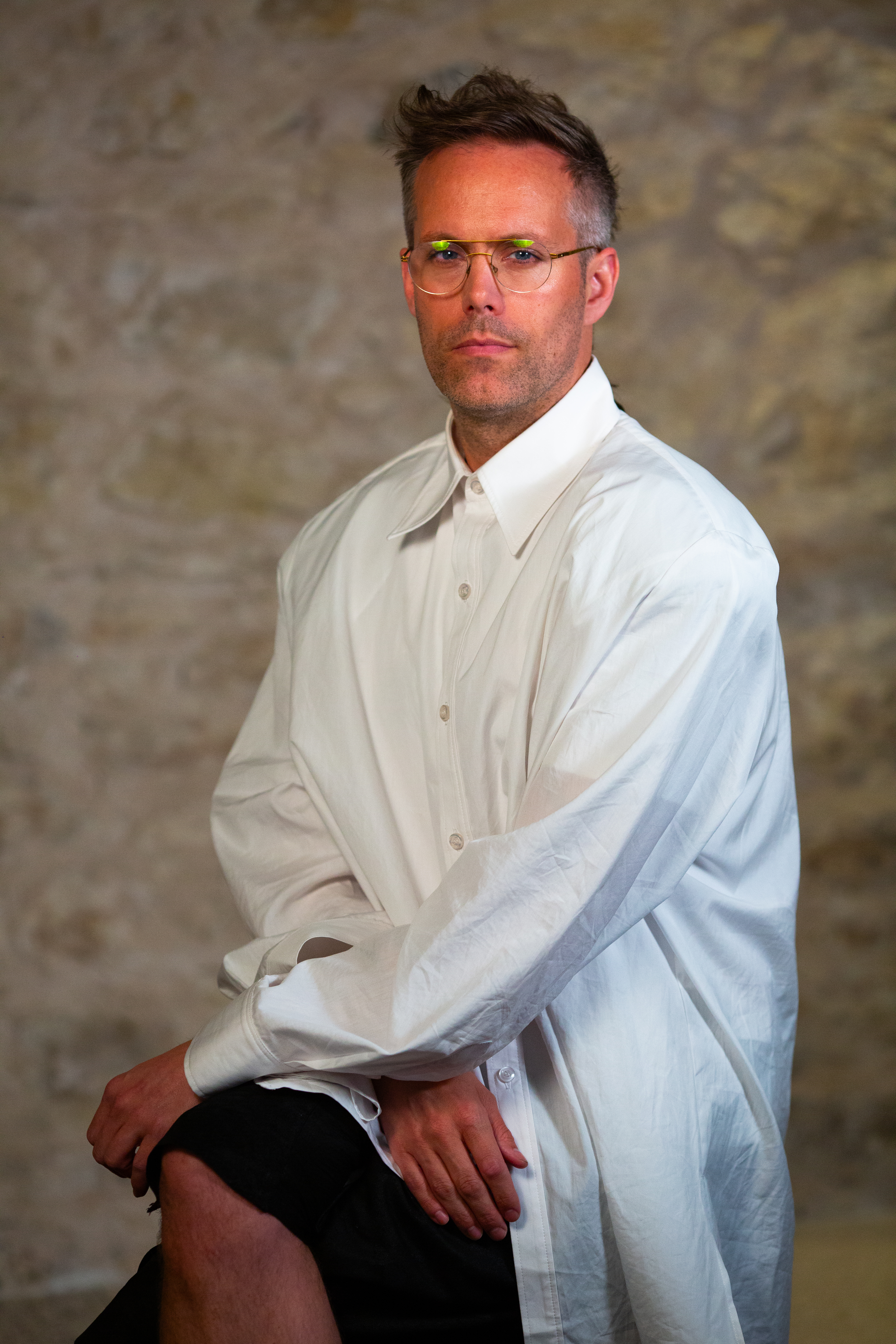
Justin Tranter, co-compositor de la canción

«Lose You to Love Me» es una balada pop que funciona como un himno de amor propio, sobre descubrir el verdadero ser de uno mismo a través del difícil proceso de perder una relación.La estructura de la canción es de carácter irregular y se basa en una composición de 103 pulsaciones por minuto, lo cual supone un ritmo bastante pausado, guiado principalmente por la melodía del piano y los vocales de la cantante, acompañados por arreglos de cuerda y un coro bastante presente en el estribillo de la canción. No hay muchos efectos vocales, tratándose de una producción bastante minimalista y orgánica. Respecto al contenido lírico, se trata de una canción de superación de una ruptura tormentosa, en la que pese a que dolida, se muestra esperanzada por "volver a amar el amor". Muchas publicaciones han especulado que la canción se refiere a la relación de Gomez con el cantante canadiense Justin Bieber, lo que fue confirmado por la artista finalmente en una entrevista ofrecida a NPRposteriormente al lanzamiento de Rare.

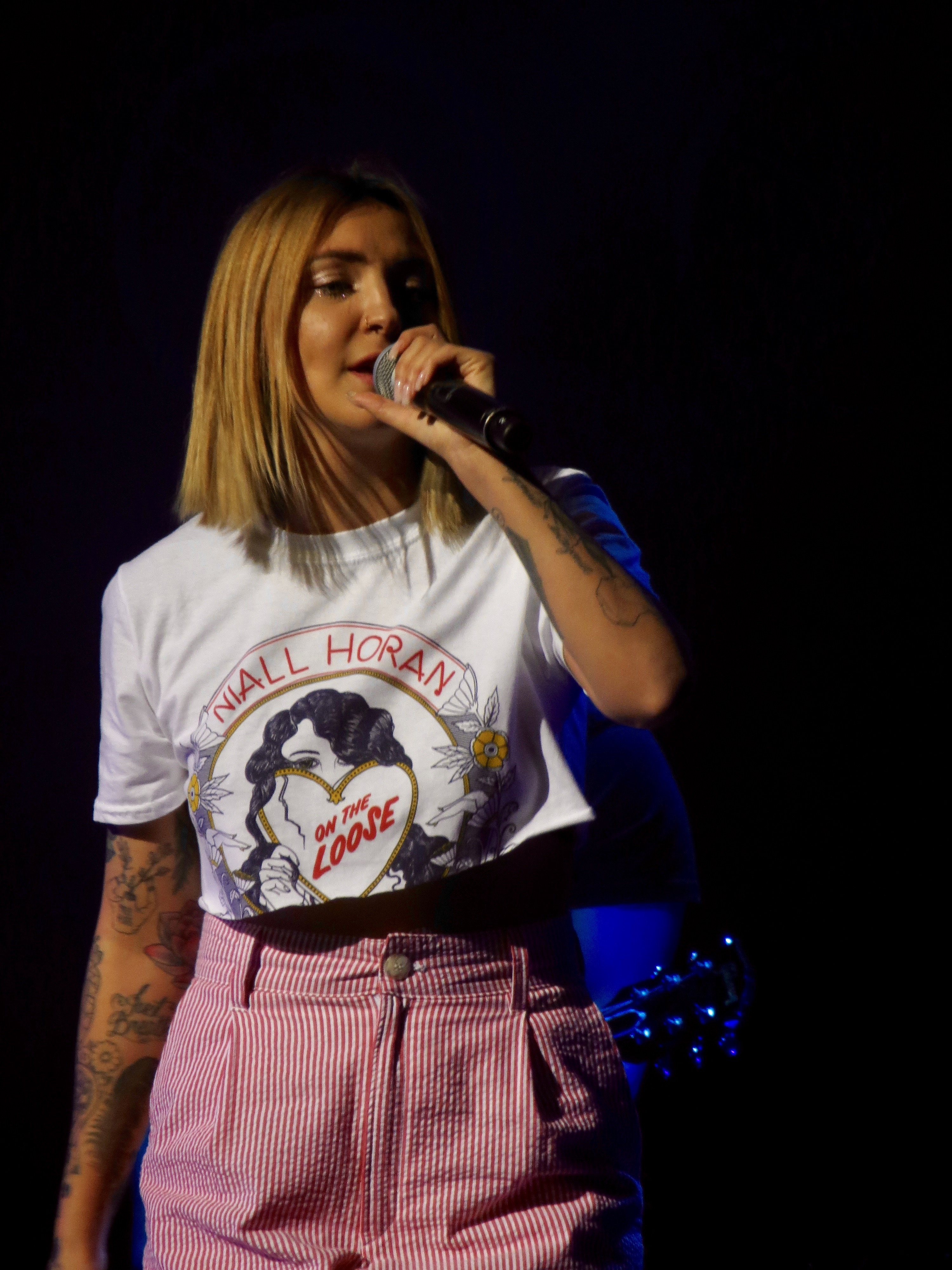
Julia Michaels, co-compositora de la canción

La cantante ha reiterado en varias ocasiones que es probablemente el tema más personal que ha compuesto. En un episodio del podcast de Song Exploderpublicado en septiembre de 2020, la cantante, junto con los co-compositores Julia Michaels y Justin Tranter, explicaron el proceso de creación de la pista, que ya habían confirmado que se había inspirado en las vivencias de la cantante desde el lanzamiento de Revival, previamente. Así, relatan como el nacimiento del sencillo surgió a inicios del año 2019, en fechas próximas a la festividad de San Valentín. Gómez relata como a lo largo de su relación pasada y tras la finalización de la misma, los medios habían hecho suyo el relato de su relación, lo cual generó una sensación muy fuerte de frustración en la cantante. Así, junto con los colaboradores mencionados, que ya habían compuesto con la cantante otros de sus temas como Good for You o Hands to Myself y con los que había desarrollado una relación de amistad más allá de lo profesional, se reunieron en un estudio de grabación de Los Ángeles durante una pausa de Julia, que a su vez estaba embarcada en un tour promocional.

El trío confirma que la canción se escribió en 45 minutos. Esta pista supuso, en palabras de la artista, una forma de superar una relación que le había causado mucho daño y que ni ella, ni los medios, habían conseguido superar hasta el momento. De acuerdo con Justin Tranter, Selena escribió el segundo verso de la canción totalmente sola, y en los coros se puede escuchar a los tres artistas. 
"Una de las cosas que más me resultó complicadas de cantar fue el puente. Es el final de la canción y es la parte que implica que realmente es el adiós definitivo de la relación, y grabarlo... realmente acabo conmigo"

Selena Gomez, en referencia al verso "And now the chapter is closed and done, [...] and now it's goodbay, it's goodbay for us", en el Podcast para Song Exploder.
La canción fue producida por Mattman & Robin, buscando una producción minimalista e intima. Robin fue el encargado de iniciar la melodía del piano. El último productor en sumarse a la canción fue Finneas O'Connell que se encargaría de darle los matices finales, añadiendo elementos naturales al demo que pusieron fin a la maquetación de la pista para su publicación.

### Contenido Lírico y Musical
La canción empieza únicamente con el sonido del piano. Justo antes de iniciar a cantar suenan los arreglos de producción realizados por Finneas O'Connell, escuchándose de fondo unos cascabeles siendo agitados por una suave brisa. Gomez inicia el primer verso, si bien dada a la irregularidad de la canción, la primera estrofa del primer verso también forma parte de la coda o puente de la canción: 
"You promised the world and I fell for it, I put you first and you adored it, Set fires to my forest, And you let it burn, Sang off-key in my chorus, 'Cause it wasn't yours.
I saw the signs and I ignored it, Rose-colored glasses all distorted, Set fire to my purpose, And I let it burn, You got off on the hurtin', When it wasn't yours, yeah" 
Gómez inicia cantando sobre aquella base del piano y la producción cuenta con escasos arreglos vocales a lo largo del primer verso. En la letra la cantante deja claro que esta hablando de una relación tóxica en la que una parte da todo lo que puede de sí para que la relación salga a flote, y la otra persona solo absorbe este esfuerzo sin ser capaz de dar nada a cambio, a la par que, siendo consciente de que esta dañando a la otra persona se mantiene incapaz de abandonar aquella visión egocéntrica. Gómez canta "Desafinaste en mi coro", lo cual ha sido muchas veces interpretado y relacionado con el hecho de que la ex pareja de la que habla la artista en la canción, también es cantante. Esta línea vuelve a reflejar la idea de que esa persona es incapaz de dar lo que esta recibiendo en la relación porque esta únicamente centrado en si mismo, y no es capaz de ver las realidades del resto. Gomez continua diciendo "Vi las señales y las ignore, gafas tintadas de rosa que todo lo distorsionan", una expresión inglesa que sirve para expresar el velo que puede cubrir la visión a una persona enamorada que, en parte por la dependencia emocional que siente de la otra persona y la idealización de la misma, y en parte inseguridad que siente sobre uno mismo, intente restar importancia a lo malo de la relación para poder seguir actuando como si todo estuviera bien por el vértigo de plantearse que la situación no es tan idílica como se intenta reflejar. Gomez termina la segunda estrofa reiterando la idea de que esa persona a la que le canta no es capaz de mirar más allá de por sí misma. 
"We'd always go into it blindly, I needed to lose you to find me, This dancing was killing me softly, I needed to hate you to love me, yeah
To love, love, yeah, To love, love, yeah, To love, yeah, I needed to lose you to love me, yeah [...]" 
Llegando al estribillo empiezan a añadirse a la producción elemento de viento y nuevos arreglos vocales, donde destaca la influencia de los coros, que como ya se ha reflejado, es un conjunto de las voces de Gomez, Michaels y Tranter. En este fragmento Gomez refleja que esta situación viene de largo, se trata de una relación que ha mantenido durante mucho tiempo, lo cual se interpreta cuando dice "siempre nos lanzamos a ciegas", en tanto que se puede interpretar que es una relación que se ha intentado hacer funcionar en muchas ocasiones, sin realmente haber conseguido arreglar aquello que provocó el distanciamiento en la vez posterior. Posteriormente Gomez dice que necesita dejar ir esta relación si quiere empezar a replantearse quién es ella en el mundo, y en una segunda repetición, en vez de dejar ir, indica que necesita odiar a esa otra persona para poder amarse, destruir esa dependencia a la imagen que la otra persona tiene de ella y en la que intenta encajar, pues se ha dado cuenta de que no ella no quiere ser quien esa persona quiere que sea. Gomez reúne ambos conceptos y deja claro que necesita que esa persona se aleje de su vida si quiere construir su nuevo autoestima, amarse así misma y volver a creer en el amor "Para volver a amar el amor".
"I gave my all and they all know it, Then you tore me down and now it's showing, In two months, you replaced us, Like it was easy, Made me think I deserved it, In the thick of healing, yeah" 
En el segundo verso se abandona el piano y la producción instrumental se centra en el viento, con acordes de guitarra, mientras se recupera el minimalismo en las vocales. Respecto a las letra, es el fragmento más controversial de la canción. En una vuelta sobre la idea del primer coro, Gomez coge fuerza y deja claro ahora que ya es capaz de ver lo que todo el mundo estaba viendo mientras ella estaba cegada, y es que a ella no se le puede reprochar que no lo intentase todo para poder hacer crecer la relación. Luego, Gomez dice "en dos meses me remplazaste, parece que te fue muy fácil", lo cual se ha considerado una referencia directa al hecho de que su ex-pareja, Justin Bieber y la actual pareja de este, Hailey Baldwin, que también habían mantenido una relación durante el interrumpido romance con Gomez, se comprometieron en el verano de 2018, siendo que, tras años separados, desde otoño de 2017 hasta primavera de 2018, Bieber y Gomez retomaron por última vez su relación. Gómez indica en la canción que esto la provocaría en su momento un gran daño emocional, y un fuerte sentimiento de culpabilidad que le dificultó mucho el proceso de sanación hasta el punto de superación desde el que canta la canción, que como se ha indicado fue compuesta alrededor de un año después de estos acontecimientos. 

Luego se reitera el coro, donde se puede percibir la confluencia de todos los distintos instrumentos que habían formado parte de cada uno de los fragmentos individuales en el proceso de construcción de la canción, llegando así al puente. El puente recupera, por un lado, la simplicidad del inicio de la canción, pues se escucha únicamente el piano, y por otro lado, la ausencia de arreglos vocales, solo estando presente los de Gomez. Así, repite la primera estrofa del primer verso, es decir, Gomez vuelve al punto inicial, recuerda por última vez la persona que fue en su momento, la persona a la que la toxicidad de la relación en la que estaba inmersa había convertido de ella, para así contraponerla al verso final, donde va a romper con todo. Cuando llega a la última frase, "Desafinaste en mi coro, porque no era el tuyo" la producción vuelve a construirse antes de romper por última vez. 
"[...] To love, love, yeah, To love, love, yeah, To love, yeah, And now the chapter is closed and done
To love, love, yeah, To love, love, yeah, To love, yeah, And now it's goodbye, it's goodbye for us" 
La producción de Mattman & Robin toma un giro épico tras la reconstrucción de todos los elementos que habían formado parte de la canción, con el objetivo de dar así fin a la historia. También se recuperan los coros de los 3 escritores de la canción, que reiteran que quieren volver a amar el amor. Gomez da por finalizada esta historia de descubrimiento y crecimiento personal, cierra el capítulo de su vida marcada por una relación muy complicada que no la permitía florecer, se libera de ese peso que cargaba con ella, y deja el sentimiento de una lección que ha sido forzada a entender por intentar hacer que las cosas funcionasen cuando había una unilateralidad de difícil solución. Gomez finaliza con "y ahora es nuesta despedida, la despedida de lo nuestro", marcando el fin y el inicio de una nueva etapa, la producción regresa al piano y, aunque el mensaje que se desprende es de esperanza y la apertura a un nuevo futuro prometedor, también deja claro el pasado será algo que siempre la acompañe, para bien y para mal.

## Vídeo musical
El vídeo de «Lose You to Love Me» se estrenó el 23 de octubre de 2019. En él se ve a Gomez interpretando la canción en un vídeo en blanco y negro. Fue dirigido por Sophie Muller y filmado con un iPhone 11 Pro. Chris Willman, escribiendo para la revista Variety, lo comparó con el video de «The Heart Wants What It Wants» (2014), señalando que ambos están filmados en blanco y negro y que ven la cara de Gómez como el tema principal.El estreno del videoclip se convirtió en el más asistido durante 24 horas de la cantante en YouTube, con más de 18 millones de visitas, si bien sería el 24 de octubre cuando obtuvo el mayor tráfico en la plataforma, con más de 22 millones de reproducciones, a la par que la publicación del videoclip de Look At Her Now le arrebataría, por algo más de 100.000 reproducciones, el título del mayor estreno en la plataforma de Gomez hasta la fecha. Para el final de la segunda semana de estreno el video oficial ya contaba con más de 97 millones de visitas, y se posicionó como el video más visto en el conteo semanal.
Adicionalmente al video musical, el 31 de octubre se público un "lyric video" con letras manuscritas de la cantante, y como parte de la estrategia promocional de la semana de lanzamiento de Rare, fue lanzado un video alternativo, donde se ve a la cantante recitando la canción junto a un piano y un "Pop Up Video", con comentarios sobre la filmación del video musical original, revelando por ejemplo que el papel pintado utilizado se cambió en el último momento, o que Gomez lo grabó descalzada. 

### Sipnosis
El video inicia con la imagen en blanco y negro, pudiéndose observar lo que aparenta ser un confesionario. Al cabo de los primeros segundos entra Gomez, en un vestido negro mirando directamente a cámara, recitando la canción. La artista se muestra con una actitud nerviosa, mirando para los lados dando la sensación de que esta contando un secreto y esta nerviosa porque este mismo sea revelado. Pronto empiezan a sucederse las secuencias en las que las emociones de la cantante van cambiando, desde una mirada optimista directamente a cámara, hasta una mirada lejana que deja entrever la tristeza de la joven por enfrentarse a lo que esta revelando con la canción. A lo largo del primer coro se empieza apoderar de la joven una nueva emoción, la ira. Esta emoción se mantiene a lo largo del segundo verso, el más revelador de la canción. La cantante enseña dos dedos cuando suena el verso "in two months you remplaced us", en español, "en dos meses nos remplazaste". Al inicio del segundo coro la cantante parece frustrada pero a la vez hace gestos de alivio, la sensación de haber superado una situación difícil que había costado dejar ir. Llegando al puente todas las imágenes superpuestas se limpian y se enfoca claramente a Gomez mostrando la vulnerabilidad del momento. Al volver las imágenes superpuestas se puede empezar a ver a la joven alegre y enérgica. A su vez se la ve mirando al cielo juntando las palmas, en forma de rezo conforme a la Religión cristiana. Al llegar al último coro vuelven las superposiciones, mezclando todas las sensaciones que ha venido mostrando a lo largo del vide: ira, frustración, tristeza, confusión o alegría, hasta que con los últimas notas del piano volvemos a una imagen clara de Gomez, con el semblante serio mientras se despide: "and now it's goodbay for us", traducido como "y ahora se pone fin a lo nuestro". 

## Presentaciones en vivo

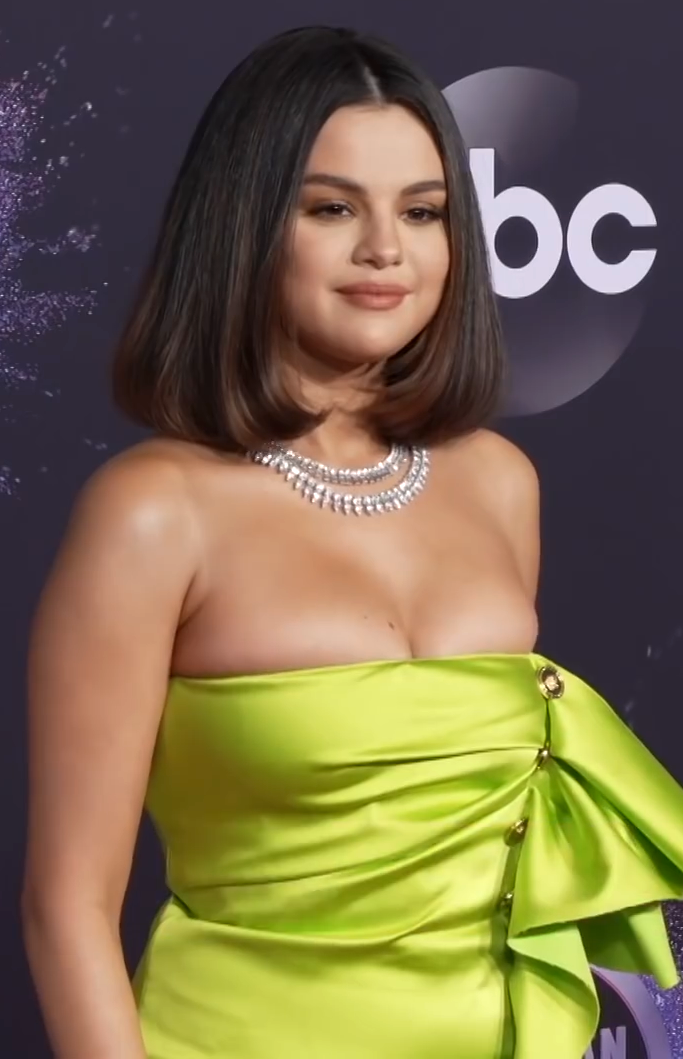
Selena Gomez en la alfombra roja de los American Music Awards 2019

Gomez interpretó «Lose You to Love Me» por primera vez en los American Music Awards 2019 el 24 de noviembre de 2019, junto con su sencillo «Look at Her Now». Esta se trataba de la primera actuación en un show televisado desde la presentación de su sencillo Wolves (canción de Selena Gomez y Marshmello) en la misma premiación del año 2017, lo cual hizo que se pusieran muchas expectativas en el regreso. Tal fue la expectación que las cuentas oficiales de la premiación y del canal ABC, encargado de la emisión de la premiación, cambiarán sus fotos de perfil en sus redes sociales a imágenes de la cantante en su infancia, siguiendo con la línea de promoción que se estaba realizando para el sencillo. Además, aprovechando el momento mediático, tres días antes de la presentación se oficializó el lanzamiento de Rare, aún con el título provisional de "SG2" para el 10 de enero de 2020.
Con la artista abriendo la premiación, la actuación empezó con Selena cantando Lose You To Love Me, televisado en blanco y negro, en una sencilla escenografía con Gomez vestida de negro e imágenes del videoclip en las pantallas. Se adaptó la versión, eliminando el segundo verso y el segundo coro, y pronto transicionó al segundo sencillo Look At Her Now, también en una versión acortada, en la que recobró el color, incluyó un cambió de vestuario de la cantante, con un bodi plateado, y la inclusión de las bailarinas que habían participado en la grabación del videoclip esta segunda canción. Durante la actuación, la artista no consiguió alcanzar el registro vocal de las pistas de estudio, sobre todo en la primera parte de la actuación correspondiente al primer sencillo, así como se percibió una gran falta de energía durante la corografía de la segunda mitad de la actuación. Aupada por las también cantantes Taylor Swift y Halsey, Gómez finalizó la actuación entre aplausos de los asistentes. 
Sin embargo, la actuación causó un gran aluvión de críticas a la cantante en las redes sociales, que rápidamente se convirtió en una de las artistas más comentadas de la premiación. Horas después se comunicó que Gomez había sufrido un ataque de pánico y una crisis ansiosa por toda la presión que había supuesto volver a los escenarios, sobre todo con un tema tan personal como se trataba de este sencillo, lo cual había llevado a la desafortunada presentación. Los videos de la presentación no fueron publicados en la página oficial de la premiación, presumiblemente a solicitud del equipo de la artista. Posteriormente, en su documental My Mind & Me, publicado en 2022, se pudieron ver los momentos previos a la actuación, en la que Gomez ya mostraba signos de no estar del todo preparada para la presentación, así como posteriores, evidenciando la decepción que sentía por no haber podido estar a la altura.
Tras esta actuación, la cantante no ha vuelto a cantar la canción en vivo hasta la fecha. 

## Recepción crítica
Rania Aniftos, de Billboard, comentó que la balada es una «melodía pop característica de Gomez con voces y letras aireadas». Brittany Spanos, de Rolling Stone, comentó que la pista es un «himno de amor propio», además añadió que la letra de la canción se ve a la cantante reflexionar sobre cómo salir de una relación amorosa dañina ha mejorado su autoestima. Michelle Ruiz de Vogue, evaluó la canción positivamente y declaró: «Lose You to Love Me es una balada muy pegadiza y ardiente».También ha sido incluido en las listas de Insider, donde la han catalogado como una de las mejores canciones de ruptura del siglo 21.A nivel general, es uno de los sencillos mejor valorados por la crítica, que se unen en destacar la vulnerabilidad y emotividad expresada por la cantante en la pieza. 

## Rendimiento comercial
El lanzamiento comercial de la canción a nivel mundial se produjo el miércoles 23 de octubre de 2019. Por norma general, los conteos semanales suman las cifras del periodo comprendido entre viernes de cada semana, por lo que hay que tener en cuenta que en la gran mayoría de listas de ventas debutó únicamente con menos de 48 horas de contabilización. Antes de haber sido lanzada, la canción ya se había convertido en la más reservada de la historia de Spotify, y gracias a su lanzamiento algunas canciones de la discografía de Gómez re entraron a algunas listas de éxitos, destacando claramente la canción The Heart Wants What It Wants, de 2014, por la relación temática con el nuevo lanzamiento, y sus sencillos de 2018, que regresaron a listas de ventas y streaming.

### Ventas Digitales y Físicas

"Lose You To Love Me" cuenta con más de 85 números 1 en Itunes

La canción fue lanzada oficialmente el miércoles 23 de octubre a las 00:00 GMT-4, equivalente a las 06:00 en España o las 01:00 de Brasil. La canción tuvo el mayor estreno de la cantante en el conteo de ITunes de Estados Unidos, y pocas horas después de la publicación, alcanzó el número 1 en la plataforma digital en Estados Unidos, hito que conseguía por primera vez en solitario, y por tercera vez en general tras Good for You y Fetish. La recepción en el resto del mundo siguió esta misma dirección, y así, consiguió colocarse en el número de 1 de España, Reino Unido, siendo también de los pocos lanzamientos de la artista en haberlo conseguido en este territorio, Brasil o Canadá, así como alcanzó el número 1 en la lista global, manteniéndose en la posición durante más de una semana. Todo esto le permitió alcanzar la cifra de 88 números 1 en la plataforma de venta digital de Apple, siendo así la canción con más números 1 de la cantante hasta la fecha. La dominancia de la canción en esta plataforma fue tan grande que en territorios como EEUU fue capaz durante días de vender más que el resto del Top 10 de canciones combinadas, incluida la canción de la cantante Look At Her Now, que lanzaría el día siguiente, y que sería bloqueada por este sencillo de la primera posición en muchos países. Esta situación permitió que la canción debutara con dos días de conteo en el número 1 de Digital Songs, con más de 36.000 copias digitales vendidas, replicando la posición la segunda semana, despachando otras 39.000 unidades. De esta forma, el sencillo se convirtió en el segundo de la cantante en alcanzar esta posición, durando un total de 16 semanas en la lista, afectado en gran medida por el descenso de la popularidad de este formato. El sencillo también fue lanzado en digital en la web oficial de la cantante. 
Para completar el lanzamiento, fue lanzado en edición exclusiva un vinilo de 12 pulgadas, cuya Cara A contenía "Lose You To Love Me" y la Cara B, el sencillo promocional "Look At Her Now", y una edición casete, ambos de edición limitada para ciertos territorios, puestos a la venta a través de la página oficial de la cantante, agotándose poco después del lanzamiento por la gran demanda de sus fanáticos. En total se estima que las ventas digitales y en ediciones físicas del sencillo han superado las 300.000 unidades en todo el mundo. 

### Servicios de Streaming y Video

"Lose You To Love Me" fue la balada con mejor debut en Spotify en la historia

La excelente recepción comercial de los servicios digitales se replicó en el ámbito de los servicios de Streaming. En primer lugar, en Spotify consiguió debutar en el puesto 2 a nivel mundial, con más de 7 millones de reproducciones en sus primeras 24 horas, siendo así el mejor debut de la artista hasta el momento y uno de los mayores debuts femeninos en la historia en el momento de su lanzamiento. En Estados Unidos debutaría directamente en el puesto número 1, siendo así el primer número 1 de la artista en la lista, con más de 2 millones de reproducciones en el país. En el segundo día de su lanzamiento alcanzaría el número 1 en las listas globales, aumentando en más de 1 millón de reproducciones frente al día previo, alcanzando nuevas posiciones en numerosos países. En cualquier caso, sería el viernes 25 de octubre el día con mayor tráfico de la canción en la plataforma, manteniéndose en el primer puesto con casi 10 millones de reproducciones, lo que en su momento la permitió colocarse entre las canciones con mayor tráfico en un día en la plataforma. Aparte de en EEUU, la canción consiguió el número 1 en México, Canadá o Guatemala, así como el puesto 3 en Reino Unido, su mejor posición hasta la fecha, así como el 27 en España o el 6 en Brasil. Contando con las primeras 48 horas ya consiguió debutar en el puesto 16 de las canciones más escuchadas de la semana. Tras la primera semana completa de lanzamiento, el sencillo alcanzaría el puesto número 1 semanal con más de 45 millones de reproducciones, sumadas a los más de 16 millones del miércoles y el jueves. La canción alcanzaría 100 millones de reproducciones en 16 días. Se mantuvo bastante estable a lo largo de su recorrido comercial inicial, si bien fue afectada por la época navideña llegando a caer a la posición 37 en las listas semanales durante la semana de Navidad. Para el momento del lanzamiento de Rare ya había conseguido más de 250 millones de reproducciones en la plataforma, siendo hasta el momento la canción más reproducida de la versión estándar de aquel. Gracias a sus buenas cifras recurrentes la canción consiguió alcanzar 1.000 millones de reproducciones en Spotify - 1 Billón equivalente en el sistema estadounidense - en marzo de 2023, aumentando entre los logros personales de la artista el ser su primera canción en solitario en lograrlo y también su canción en solitario con más reproducciones en esta plataforma, seguida de Back to You, de 2018. 

"LYTLM" fue la canción con más números 1 en la plataforma

"Lose You To Love Me" también conseguiría alcanzar la primera posición en los servicios mundiales de Amazon Music, Pandora, Google Play Music y en la plataforma asiática Anghami. En el servicio en el que la canción también tuvo un excelente desempeño fue en Apple Music, consiguiendo posicionarse como la canción número 1 en el mundo durante días, y también en Estados Unidos, siendo esta la única vez que la artista lo ha conseguido, obteniendo el mejor rendimiento, y con una diferencia considerable respecto al resto de sus lanzamientos, en parte debido a la dominancia del género urbano de la plataforma. Así, con 55 números 1 a nivel mundial, el sencillo se posicionó en su momento como la canción con más números 1 en la historia de la plataforma de streaming de Apple. 

El video musical del sencillo esta en camino de acumular 500 millones de reproducciones.

En relación con YouTube, también se convirtió en el video más visto de la plataforma, consiguiendo dominar todos los servicios de streaming de Estados Unidos a la vez durante la semana de su lanzamiento. Con más de 18 millones de reproducciones en su debut, este es el tercer mejor estreno de la cantante, tras su colaboración Ice Cream (con Blackpink), y el sencillo promocional lanzando el 24 de octubre, Look At Her Now. Sin embargo, sería el jueves cuando mayor número de visualización conseguiría, con más de 22 millones de reproducciones en 24 horas. Adicionalmente al videoclip, numerosas reacciones de usuarios de la plataforma se volvieron virales, consiguiendo millones de visitas pasivas, así como numerosos videos con la letra de la canción y sus traducciones, que también acumulan millones de visitas en la plataforma. Además, actualmente cuenta con casi 9 millones de "me gusta". La cifra actual de visitas indica que el video cuenta con más de 450 millones de reproducciones. 
Gracias al excelente recibimiento, "Lose You To Love Me" debutaría en la posición 16 de Streaming Songs del conteo de Billboard solo con las cifras del miércoles y el jueves. En su segunda semana alcanzaría el número 1 del conteo, con casi 40 millones de streams combinadas en Estados Unidos durante la semana, siendo el único número 1 de la cantante en el conteo y su mejor semana respecto a reproducciones en el país. La canción, sin embargo, duraría únicamente 15 semanas en esta lista, por debajo de otros éxitos de la cantante como Same Old Love, que permaneció 22, o Come & Get It, con 24 semanas, pese a que no alcanzaron nunca la primera posición de aquella. 

### Posicionamiento en Listas Oficiales

"Lose You To Love Me es el primer sencillo #1 en el Hot 100 de la cantante"

En primer lugar, respecto al posicionamiento en Estados Unidos tras dos días de conteo, la canción debutaría en el puesto 15 del Billboard Hot 100, convirtiéndose en su segundo mejor debut tras Good for You, que debutó en la posición novena en 2015. Sería en su segunda semana de lanzamiento, la primera completa, en la que "Lose You To Love Me" alcanzaría la posición número 1 en el Hot 100, siendo hasta la fecha la única canción de la artista que lo ha logrado, así como la alcanzaría simultáneamente en el conteo de Rolling Stone Top 100, siendo la primera artista en lograrlo, dada la reciente creación de este conteo.  Además, la canción contó con un apoyo inmediato por parte del Mainstream Top 40, debutando directamente en la posición 21 de las radios pop del país, si bien se clarificó que Gómez hubiera alcanzado el número uno de Billboard, incluso si no se hubieran contabilizado las radios.  En el conteo del Hot 100 caería a la posición número 5 en la tercera semana y se mantendría en el Top 10 otras 4 semanas más, aupada de nuevo a la posición número 5 tras su presentación en los Premios American Music, hasta que, debido a la época navideña, las canciones de Navidad hicieran su común reaparición en el conteo. Durante este periodo la canción ya había conseguido ingresar al top 10 del top 40, así como habría debutado en el Adult contemporary y Adult Top 40, consiguiendo compensar el declive en las plataformas de escucha. Tras el final de la época navideña, Lose You To Love Me reingresó en el Top 10 del Hot 100, e ingresó al Top 3 de las radios pop, y al Top 10 del Radio Songs, que contabiliza la totalidad de radios estadounidenses. Tras otra semana en la posición décima, con el lanzamiento de Rare el 10 de enero de 2020, Lose You To Love Me regresó al Top 5 del Hot 100, alcanzó durante días la primera posición en las Radios Pop, aunque cayó a la segunda posición el último día de conteo, quedando esta como su posición máxima en el Mainstream 40, así como alcanzaría el Top 5 en Radio Songs. La siguiente semana sería su última en el Top 10, contabilizando 10 semanas en esta franja del conteo, su mejor marca en solitario y la tercera en general, y posteriormente, tras el lanzamiento de Rare (canción) como segundo sencillo radial del disco, la canción empezaría a descender en el conteo paulatinamente hasta desaparecer en su vigésimo tercera semana. Actualmente se estima que las ventas en Estados Unidos de la canción deben estar cerca de los 5 millones, si bien, la Recording Industry Association of America certificó por última vez en septiembre de 2021 la marca de 3 millones de unidades despachadas en el país. La canción conseguiría alcanzar la posición 30 en el conteo anual general de 2020 del Hot 100, su tercera mejor marca, así como Top 20 anual en radios pop (Mainstream 40), pop adulta (Adult Top 40) y en el conteo global (Radio Songs), pudiendo decir que es uno de los mejores rendimientos de la artista en este país, consiguiendo una dominancia inicial en Estados Unidos sin precedentes en la carrera de la cantante, si bien estuvo afectada por las festividades natales y por el rápido cambio de enfoque estratégico en el segundo sencillo tras la publicación de Rare.
En el resto de América, en Canadá obtuvo un rendimiento idéntico que en Estados Unidos, debutando en la posición número 15 para alcanzar el número 1 del Canadian Hot 100 en su segunda semana de conteo, también siendo este su primer número 1 en el país, y fue también la canción más vendida de la semana, liderando las ventas digitales del Canadian Digital Songs, así como consiguió durante la semana de lanzamiento del álbum, alcanzar la posición número 4 de las canciones más escuchadas en las radios de Canadá. La canción obtuvo 6 semanas en el Top 10, y 21 semanas en total en el Hot 100 Canadiense, y actualmente esta certificada como doble disco de platino. Por su parte en México el recibimiento comercial fue muy positivo, tanto en streaming como en radios, donde conseguiría posicionarse en el número 7 de Mexico Airplay. En Brasil cuenta con el certificado de Diamante por la venta de más de 160.000 unidades en el país, así como aparecería en las listas de Monitor Latino de países como Guatemala o República Dominicana.
En Australia y Nueva Zelanda conseguiría debutar en la posición número 2 de ambos países, siendo su mejor registro hasta la fecha en ambos, contando actualmente con una certificación de quíntuple platino en el primero, uno de los mayores éxitos de la cantante en Australia. En Japón alcanzaría una posición 72 en el Japan Hot 100, siendo la sexta mejor posición de la cantante en el país nipón hasta el momento, mientras que en Malasia alcanzaría la segunda posición y es el mayor éxito en solitario de la cantante en el país. También entraría en las listas de Corea del Sur y Líbano. En Oriente Medio e India, mercados donde la cantante tiene una fuerte presencia, obtuvo la mejor cifras de escuchas entre los artistas internacionales durante la semana de lanzamiento, y en general, se ha posicionado como el mayor éxito en solitario de Gomez en Asia.
En Europa, "Lose You To Love Me" es la canción mejor posicionada de la cantante en Reino Unido, tras alcanzar en su segunda semana la posición número 3, permaneciendo en el Top 10 durante 5 semanas no consecutivas, lo cual es una clara mejoría respecto a los resultados obtenidos con el disco de Revival, cuya mejor posición en la lista de sencillos la alcanzaría Hands to Myself, en la posición 14, y siendo su primer Top 10 en el país desde Wolves (con Marshmello) en 2017, así como cuenta con una certificación de doble platino tras vender más de un millón doscientas mil copias, siendo su primer doble platino en este territorio en un sencillo en solitario. Irlanda por su parte es el tercer país donde la canción obtendría la primera posición, siendo un éxito instantáneo. Por su parte, en España la canción debutaría en el puesto 90, para alcanzar una máxima posición de 19, si bien no permaneció muchas semanas en lista dado que no contó con mucho apoyo radial, sin embargo, cuenta con una certificación de platino, siendo también uno de sus sencillos en solitario con mayor certificación en este territorio. La canción alcanzaría el Top 10 en Francia, con una posición de 9, Dinamarca, en el puesto octavo, Alemania, donde alcanzaría la posición 8, Portugal, al subir en su tercera semana al puesto 6, misma posición en Suecia y Finlandia, así como una tercera posición en Austria, mientras que en Suiza, Noruega o Eslovaquia estuvo a punto de liderar las listas de ventas en una posición número 2. Así, este también se trata del mayor éxito en solitario hasta la fecha de la cantante en gran parte de Europa, como por ejemplo Alemania o Dinamarca, donde solo es superada por su colaboraciones It Ain't Me y Wolves.
A nivel global, la canción alcanzó la posición 3 en el United World Chart, siendo la mejor posición de la cantante en el conteo, así como se confirmó como una de las canciones más vendidas del año 2020. Adicionalmente, aunque para el momento de lanzamiento del sencillo no se había lanzado oficialmente el Billboard Global 200, la compañía confirmaría que la canción alcanzó la primera posición global durante las monitorizaciones en la fase de prueba, como se puede ver en la imagen publicada por la propia Gomez celebrando la segunda certificación de platino en el aniversario del lanzamiento del sencillo.Respecto al posicionamiento radial de la canción, la canción consiguió alcanzar la primera posición, siendo la canción más tocada en las radios internacionales durante las dos primeras semanas de su lanzamiento.La canción ha alcanzado el Top 10 de más de 30 países, incluyendo más de 15 Top 5, y dentro del cual se incluye su primer Top 3 en Reino Unido, y sus 3 primeros número 1 en Estados Unidos, Canadá e Irlanda, siendo así su mejor rendimiento como artista en solitario, estimándose unas ventas superiores a los 10 millones de unidades en todo el mundo.

## Posicionamiento en listas
| Listas de éxitos semanales                | Mejor posición |
| ----------------------------------------- | -------------- |
| Alemania (Official German Charts)         | 7              |
| Argentina (Argentina Hot 100)             | 60             |
| Australia (ARIA)                          | 2              |
| Austria (Ö3 Austria Top 40)               | 3              |
| Bélgica (Ultratop 50) Flanders            | 7              |
| Bélgica (Ultratop 50) Wallonia            | 37             |
| Canadá (Canadian Hot 100)                 | 1              |
| Canadá (CHR/Top 40)                       | 14             |
| Canadá (Hot AC)                           | 30             |
| CIS (Tophit)                              | 84             |
| Corea del Sur (Gaon)                      | 87             |
| Croacia (HRT)                             | 26             |
| Dinamarca (Tracklisten)                   | 8              |
| Escocia (Official Charts Company)         | 10             |
| Ecuador (National-Report)                 | 91             |
| Eslovaquia (Radio Top 100)                | 74             |
| Eslovaquia (Singles Digitál Top 100)      | 2              |
| España (PROMUSICAE)                       | 19             |
| Estados Unidos (Billboard Hot 100)        | 1              |
| Estados Unidos (Adult Contemporary)       | 28             |
| Estados Unidos (Adult Top 40)             | 12             |
| Estados Unidos (Dance/Mix Show Airplay)   | 26             |
| Estados Unidos (Mainstream Top 40)        | 4              |
| Estados Unidos (Rolling Stone Top 100)    | 1              |
| Estonia (Eesti Ekspress)                  | 2              |
| Europa Digital Songs (Billboard)          | 4              |
| Finlandia (Suomen virallinen lista)       | 6              |
| Francia (SNEP)                            | 32             |
| Grecia (International Digital Singles)    | 2              |
| Guatemala (Monitor Latino)                | 19             |
| Hungría (Single Top 40)                   | 4              |
| Hungría (Stream Top 40)                   | 2              |
| Irlanda (IRMA)                            | 1              |
| Italia (FIMI)                             | 24             |
| Islandia (Tonlist)                        | 9              |
| Japón (Japan Hot 100)                     | 72             |
| Letonia (Top 40)                          | 2              |
| Líbano (Lebanese Top 20)                  | 15             |
| Lituania (AGATA)                          | 2              |
| Malasia (RIM)                             | 2              |
| México Airplay (Billboard)                | 13             |
| México (Monitor Latino)                   | 18             |
| Noruega (VG-lista)                        | 2              |
| Nueva Zelanda Hot Singles (RMNZ)          | 2              |
| Países Bajos (Dutch Top 40)               | 19             |
| Países Bajos (Single Top 100)             | 10             |
| Portugal (AFP)                            | 4              |
| Reino Unido (UK Singles Chart)            | 3              |
| República Checa (Singles Digitál Top 100) | 2              |
| Singapur (RIAS)                           | 2              |
| Suecia (Sverigetopplistan)                | 6              |
| Suiza (Schweizer Hitparade)               | 2              |

| Listas (2019)               | Mejor Posición |
| --------------------------- | -------------- |
| Austria (Ö3 Austria Top 40) | 75             |
| Hungría (Single Top 40)     | 75             |
| Países Bajos (Dutch Top 40) | 73             |

| Listas (2020)                           | Mejor Posición |
| --------------------------------------- | -------------- |
| Bélgica (Ultratop 50 Singles (Flandes)  | 52             |
| Canadá (Canadian Hot 100)               | 38             |
| Hungría (Single Top 40)                 | 98             |
| Islandia (Plötutíðindi)                 | 49             |
| Portugal (AFP)                          | 140            |
| Reino Unido (OCC)                       | 89             |
| Estados Unidos (Billboard Hot 100)      | 30             |
| Estados Unidos (Adult Contemporary)     | 27             |
| Estados Unidos (Adult Top 40)           | 13             |
| Estados Unidos (Dance/Mix Show Airplay) | 45             |
| Estados Unidos (Mainstream Top 40)      | 15             |
| Estados Unidos (Streaming songs)        | 68             |
| Estados Unidos (Radio Songs)            | 16             |
| Estados Unidos (Digital Songs)          | 41             |

## Certificaciones
| País (organismo certificador)   | Certificación                   | Unidades certificadas |
| ------------------------------- | ------------------------------- | --------------------- |
| Alemania (BVMI)                 | Oro                             | 200 000               |
| Australia (ARIA)                | 5x Platino                      | 350 000               |
| Austria (IFPI)                  | Oro                             | 15 000                |
| Bélgica (BEA)                   | Oro                             | 20 000                |
| Brasil (PMB)                    | 1x Diamante                     | 160 000               |
| Estados Unidos (RIAA)           | 3× Platino                      | 3 000 000             |
| Francia (SNEP)                  | Oro                             | 100 000               |
| Italia (FIMI)                   | Oro                             | 35 000                |
| Canadá (Music Canada)           | 2× Platino                      | 160 000               |
| Dinamarca (IFPI)                | 1x Platino                      | 90 000                |
| España (PROMUSICAE)             | 1x Platino                      | 60 000                |
| Nueva Zelanda (RIANZ)           | Oro                             | 15 000                |
| Noruega (IFPI)                  | 2x Platino                      | 120 000               |
| Polonia (ZPAV)                  | 2x Platino                      | 100 000               |
| Portugal (AFP)                  | 1x Platino                      | 10 000                |
| Reino Unido (BPI)               | 2x Platino                      | 1 200 000             |
| Número de Unidades Certificadas | Número de Unidades Certificadas | 5 635 000             |

## Lista de ediciones
- Descarga digital[1]

| N.º | Título                         | Duración |  |
| 1.  | «Lose You to Love Me» (single) | 3:26     |  |

- Descarga digital (Versión Demo)[149]

| N.º | Título                                        | Duración |  |
| 1.  | «Lose You To Love Me (Demo Version)» (single) | 3:39     |  |

## Créditos y personal
Créditos adaptados de las notas de Rare.

### Lugares de grabación
- Asistido en Westlake Recording Studios (Los Ángeles) e Interscope Studios (Santa Mónica, California)
- Mezclado en MixStar Studios (Virginia Beach, Virginia)
- Demo rastreada en MXM Studios (Los Ángeles)
- Grabado y rastreado en Costa Mesa Recording Studios (Newport, California), Interscope Studios (Santa Mónica, California), Westlake Recording Studios (Los Ángeles, California), Chalice Recording Studios (Los Ángeles, California), MXM Studios (Los Ángeles) y House Mouse Studios (Estocolmo)
- Cadenas grabadas y editadas en The Calm Studio (Jonstorp, Suecia)
- Masterizado en Sterling Sound (Edgewater, Nueva Jersey)

### Personal
- Selena Gomez - vocalista, compositora
- Julia Michaels - compositora, coros, coros
- Justin Tranter - compositor, coros, coro
- Mattman & Robin - compositor, productor, productor vocal, coros, coro, bajo, órgano, percusión, piano, cuerdas, programación de sintetizadores, personal de estudio
- Finneas - productor adicional
- Mattias Bylund - arreglador de cuerdas, grabador y editor, cuerdas
- Mattias Johansson - violín
- David Bukovinszky - violonchelo
- Bart Schoudel - ingeniero, productor vocal, personal de estudio
- Ryan Dulude - ingeniero asistente de grabación
- Gavin Finn - ingeniero asistente de grabación, personal de estudio
- Chris Gehringer - ingeniero de masterización, personal de estudio
- John Hanes - ingeniero de mezcla, personal de estudio
- Serban Ghenea - mezclador, personal de estudio
- Chris Gehringer - masterización
- Will Quinnell - masterización

## Historial de lanzamiento
| País           | Fecha                  | Formato                                          | Discográfica       | Ref             |
| -------------- | ---------------------- | ------------------------------------------------ | ------------------ | --------------- |
| Varios         | 23 de octubre de 2019  | Descarga digital, Streaming, disco de vinilo 12" | Interscope Records | [ 150 ] [ 151 ] |
| Australia      | 25 de octubre de 2019  | Contemporary hit radio                           | Universal Music    | [ 152 ]         |
| Reino Unido    | 26 de octubre de 2019  | Contemporary hit radio                           | Polydor Records    | [ 153 ]         |
| Estados Unidos | 28 de octubre de 2019  | Hot adult contemporary                           | Interscope Records | [ 154 ]         |
| Estados Unidos | 29 de octubre de 2019  | Contemporary hit radio                           | Interscope Records | [ 155 ]         |
| Italia         | 8 de noviembre de 2019 | Contemporary hit radio                           | Universal Music    | [ 156 ]         |